# كارستن سميث (قاضي)
كارستن سميث (بالنرويجية البوكمول: Carsten Smith)‏ هو بروفيسور وقاضي نرويجي، ولد في 13 يوليو 1932 في أوسلو في النرويج.

## وصلات خارجية
- كارستن سميث على موقع IMDb (الإنجليزية)